# Leoniderne
Leoniderne er en meteorsværm som hvert år i november træffer Jorden. Dette sker omkring 17. november og skyldes at Jorden krydser resterne fra halen af kometen Tempel-Tuttle. Meteorsværmen ses ved at små bider fra komethalen træffer Jordens atmosfære med en hastighed af ca. 250.000 km/t og brænder op.
Navnet kommer fra at man før mente at meteorsværmen kom fra stjernebilledet Løven, som hedder Leo på latin. Leoniderne bliver beskrevet i historiske kilder så tidligt som i 802 da kinesiske astronomer beskrev det hele som en regn af stjerner og egypterne gav året navnet stjernernes år.
Normalt træffer mellem 15 og 20 partikler jordatmosfæren hver time. I enkelte år stiger dette antal til mellem 5000 og 150.000 partikler, noget som øger lysintensiteten. Dette sker omtrent hvert 33. år, og skete sidst i 1966 og i 1999. Også i 2001 traf tætte støvbånd jorden.
I 2009 er der spået over 500 meteorer i timen. For at defineres som en meteorstorm, skal der komme mindst 1000 i timen, så dette års hændelse kan karakteriseres som en halvstorm. At der er nymåne gør imidlertid observartionsforholdene gode.
Centralasien får i 2009 de gunstigste forhold for at observere meteorerne.